# منتخب تايلاند لكرة القدم للسيدات
منتخب تايلند الوطني لكرة القدم للنساء هو المنتخب الذي يمثل تايلند في منافسات كرة القدم للنساء، والذي يقوم اتحاد تايلند لكرة القدم بإدارة شؤونه يعتبر من أقوى منتخبات كرة القدم النسائية في قارة آسيا، حيث تمكن بكأس الأمم الآسيوية لكرة القدم للنساء مرة واحدة في سنة 1983.

## وصلات خارجية
- الموقع الرسمي